# Шимкевич, Александр Поликарпович
Александр Поликарпович Шимкевич (12 ноября 1858, Санкт-Петербург — 1908 или 1907, Тифлис или Варшава) — русский архитектор. Работал в Грузии.

## Биография
Родился в 1858 году (по другим данным — в 1860) в дворянской семье. Отец, адвокат по гражданским делам, был выходцем из Ковенской губернии. Мать, Эмилия-Анна Мария Петровна, урождённая Гурскалин, шведско-немецкого происхождения, предки жили в Петербурге с XVIII века. Дед по материнской линии владел издательством «Одеон». Семья жила на 11-й линии Васильевского острова в доме Ауэ. Все три сына — Павел (1856—1900), Александр (1858—1907) и Петр (1862—1920) учились в школе Карла Мая, где преподавание велось на немецком языке.
Окончил Петербургскую академию художеств со званием классного художника 2 степени за проект «Великокняжеский загородный замок» (1883). За время обучения получил две медали: в 1880 году — 2-ю серебряную; в 1882 году — 1-ю серебряную.
В 25-летнем возрасте уехал в Тифлис, занял должность городского архитектора. Имел чин надворного советника.
Избирался депутатом (гласным) в Тифлисскую городскую Думу (1897—1901). Преподавал в Тифлисском художественном училище.
Жил на улице Чонкадзе д. 7 (собственный дом)
Умер в Варшаве осенью 1907 года. Похоронен на лютеранском кладбище в Тифлисе (не сохранилось).
В 1910 году для учеников Тифлисского художественного училища учреждена стипендия имени Александра Шимкевича.

## Известные постройки
- Исламский дом;
- Тбилисское музыкальное училище[4] (ныне здание предоставлено государственной консерватории);
- Нижняя станция городского фуникулёра;
- Шёлковая станция (ныне — Государственный музей шёлка Грузии);
- Театр имени Шота Руставели (совместно с К. Татищевым);
- Батумская мужская гимназия.

## Память
8 февраля 2012 года во дворе тбилисской лютеранской церкви Примирения (улица Теретия Гранели) состоялось открытие символического надгробия Александра Шимкевича.